# Trémuson
Trémuson is een gemeente in het Franse departement Côtes-d'Armor, in de regio Bretagne. De plaats maakt deel uit van het arrondissement Saint-Brieuc. Trémuson telde op 1 januari 2022 2.238 inwoners.

## Geografie
De oppervlakte van Trémuson bedraagt 6,31 km², de bevolkingsdichtheid is 340 inwoners per km² (per 1 januari 2019).
De onderstaande kaart toont de ligging van Trémuson met de belangrijkste infrastructuur en aangrenzende gemeenten.

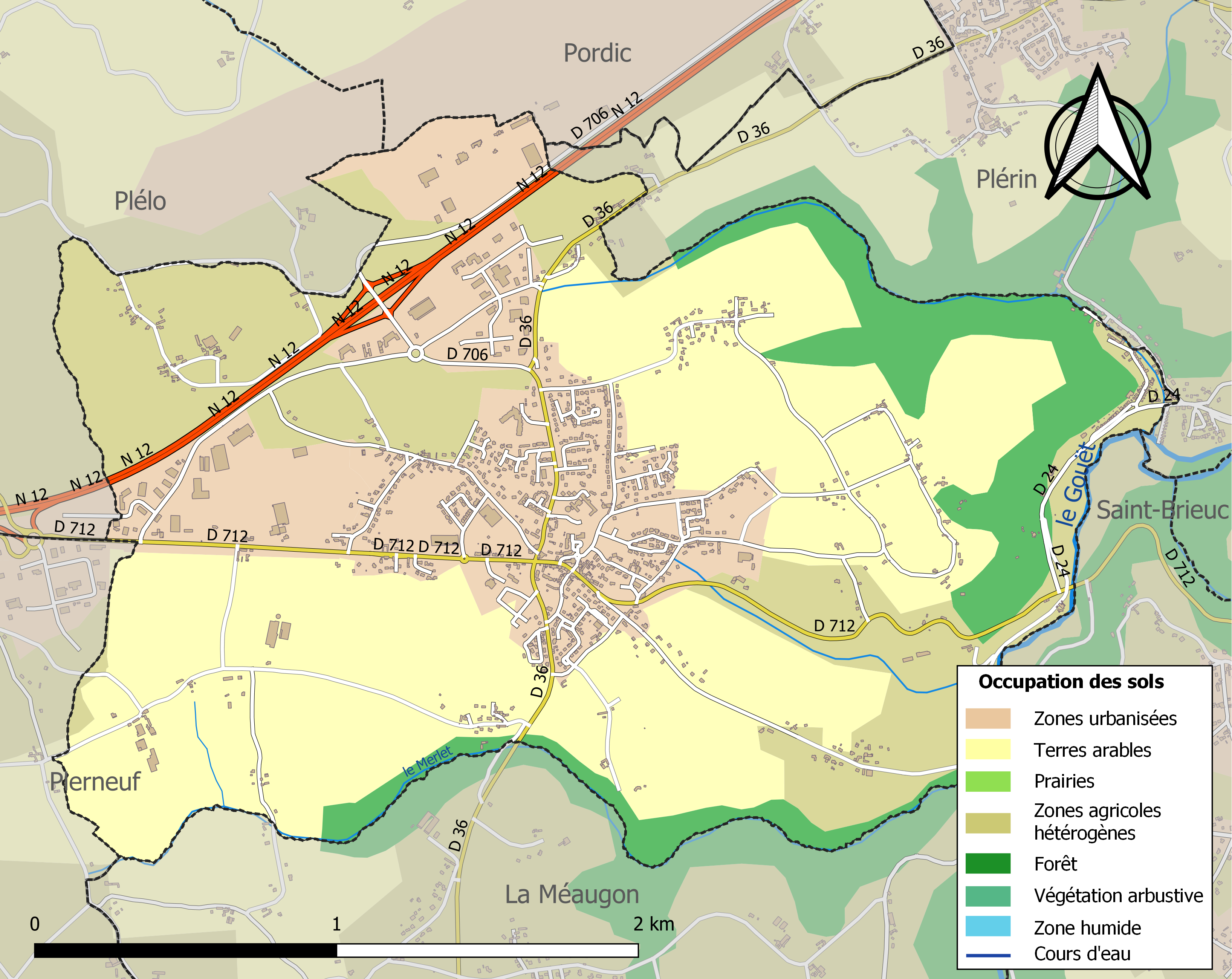

## Demografie
Onderstaande figuur toont het verloop van het inwonertal (bron: INSEE-tellingen). 

## Geboren
- Françoise de Dinan (1436-1499), edelvrouw en gouvernante van Anna van Bretagne